# Långvattnet (naturreservat)
Långvattnet är ett naturreservat i Strömsunds och Sollefteå kommuner i Jämtlands län och Västernorrlands län. Denna artikel beskriver delen i Västernorrlands län, medan den i Jämtlands län beskrivs i artikeln Långvattnet (naturreservat, del i Jämtlands län). 
Denna del är naturskyddat sedan 1974 och är 1 030 hektar stort (delen i Jämtlands län är 309 hektar). Reservatet omfattar flera sjöar varav Långvattnet är en, omgivna av barrskog och sumpskog. 